# Acanthophiobolus helicosporus
Acanthophiobolus helicosporus är en svampart som först beskrevs av Berk. & Broome, och fick sitt nu gällande namn av J. Walker 1972. Acanthophiobolus helicosporus ingår i släktet Acanthophiobolus och familjen Tubeufiaceae.  Arten är reproducerande i Sverige. Inga underarter finns listade i Catalogue of Life.